# Бовыкино (Ярославский район)
Бовыкино — деревня Ивняковского сельского поселения Ярославского района Ярославской области России.

## География
Группа из четырёх деревень (Поповка, Ананьино, Курилово, Бовыкино) расположена в окружении полей. С запада и с востока проходят железнодорожные пути.

## История
В 2006 году деревня вошла в состав Ивняковского сельского поселения образованного в результате слияния Ивняковского и Бекреневского сельсоветов.

## Население
| 2007 | 2010 |
| ---- | ---- |
| 6    | ↘5   |

### Историческая численность населения
По состоянию на 1859 год в деревне было 18 домов и проживало 120 человек.
По состоянию на 1989 год в деревне проживало 12 человек.

### Национальный и гендерный состав
Согласно результатам переписи 2002 года, в национальной структуре населения русские составляли 100 % из 7 чел., из них 3 мужчины, 4 женщины.
Согласно результатам переписи 2010 года население составляют 4 мужчины и 1 женщина.

## Инфраструктура
Основа экономики — личное подсобное хозяйство. По состоянию на 2021 год большинство домов используется жителями для постоянного проживания и проживания в летний период. Вода добывается жителями из личных колодцев. Имеется таксофон (около дома №3).
Почтовое отделение №150506, расположенное в деревне Бекренево, на март 2022 года обслуживает в деревне 16 домов.

## Транспорт
Бовыкино расположено в 3,7 км от автодороги Р-132 «Золотое кольцо». До деревни идёт грунтовая дорога. Есть возможность проехать из Брагино с улицы Громова.